# Skraveltjärnen (Arvidsjaurs socken, Lappland, 730710-167908)
Skraveltjärnen är en sjö i Arvidsjaurs kommun i Lappland och ingår i Piteälvens huvudavrinningsområde. Sjöns area är 0,047 kvadratkilometer och den befinner sig 340 meter över havet.